# 1687 en science
| Années de la science : 1684 - 1685 - 1686 - 1687 - 1688 - 1689 - 1690    |
| Décennies de la science : 1650 - 1660 - 1670 - 1680 - 1690 - 1700 - 1710 |

Cet article présente les faits marquants de l'année 1687 en science.

## Événements
- 7 juillet : publication des Principia d’Isaac Newton[1]. Le géomètre anglais y donne, outre une présentation axiomatique de la dynamique, une critique en règle de la théorie des tourbillons de Descartes ainsi qu'une formulation mathématique de la loi de la gravitation universelle. Les Principia constituent l'une des bases de la physique classique.

- 25 août : Jean-Baptiste de La Quintinie, créateur du Potager du roi, est anobli par son souverain[2].

- Johannes Hevelius crée la constellation Triangulum Minus[3].

- Le flibustier Edward Davis alors qu'il contournait les Îles Galápagos en direction du cap Horn passe à proximité d'une île basse et sablonneuse, appelée plus tard la « terre de Davis ». Il serait le premier Européen à avoir aperçu l'île de Pâques[4].

## Publications

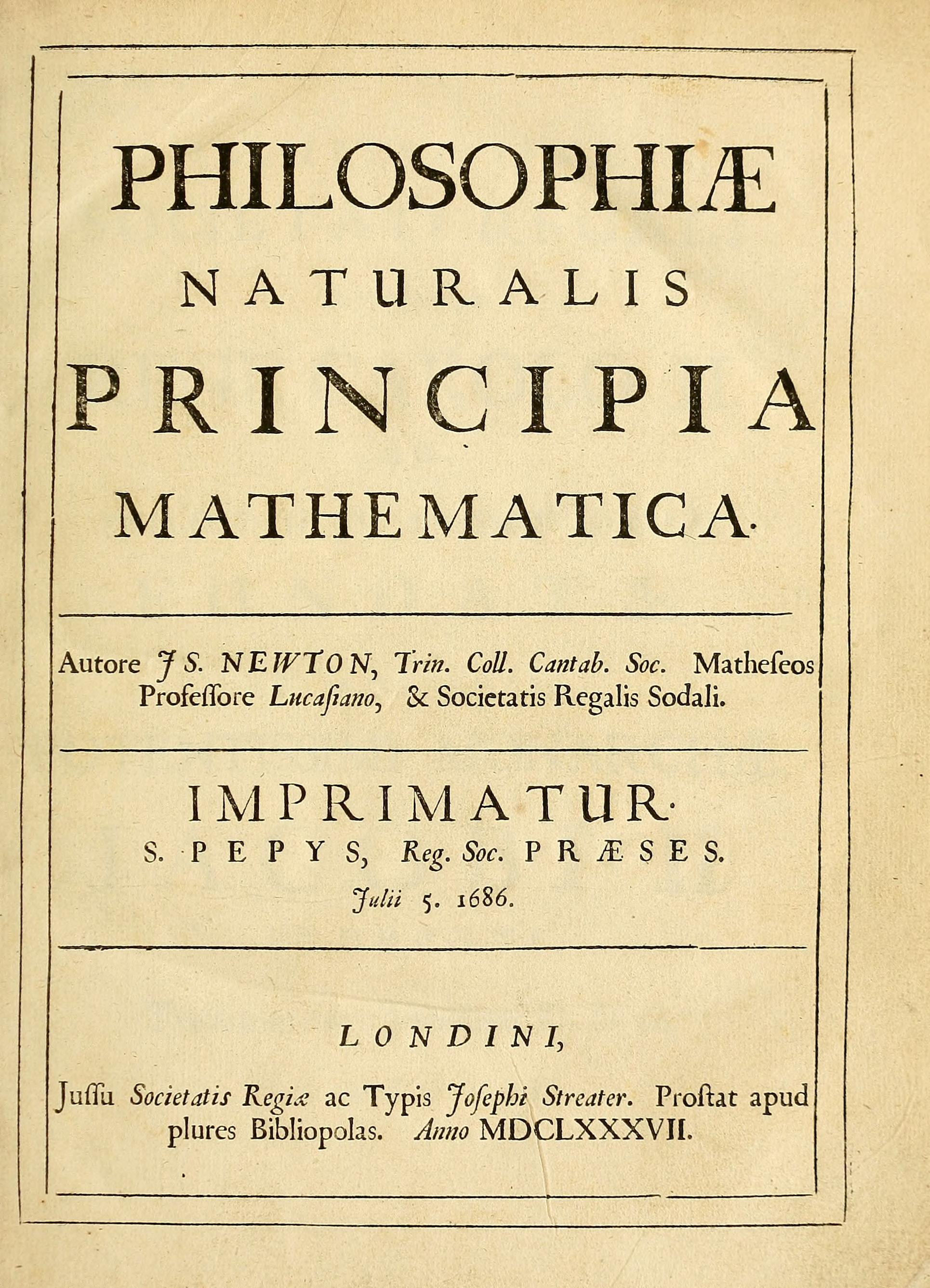
Page titre de Philosophiae Naturalis Principia Mathematica d'Isaac Newton, 1687

- Girolamo Fabrizi d'Acquapendente : Opera omnia anatomica et physiologica, à Leipzig.
- Giovanni Cosimo Bonomo : Osservazioni intorno a' pellicelli del corpo umano  (Observations sur les acariens du corps humain), Florence. Élève de Francesco Redi, il découvre que la gale est causée par un acarien.
- Isaac Newton : Philosophiæ naturalis principia mathematica, Londres.
- Denis Papin :Description et usage de la nouvelle machine à soulever les eaux. Il établit le principe d’une machine à vapeur à piston dans ce mémoire[5].
- Willem ten Rhijne : Verhandelinge van de Asiatise Melaatsheid na een naaukeuriger ondersoek ten dienste van het gemeen à Amsterdam. Le médecin néerlandais décrit la lèpre asiatique aux Occidentaux.
- Pierre Varignon : Projet d'une nouvelle mécanique. Il annonce la règle de composition des forces concourantes énoncée par Simon Stevin ;  il en publie la démonstration l'année suivante.

## Naissances
- 14 octobre : Robert Simson (mort en 1768), mathématicien écossais célèbre pour ses contributions en géométrie, notamment la droite de Simson.
- 21 octobre : Nicolas Bernoulli (mort en 1759), mathématicien suisse.
- 7 novembre : William Stukeley (mort en 1765), antiquaire anglais, pionnier de la recherche archéologique sur les sites mégalithiques de Stonehenge et Avebury.

## Décès
- 14 janvier : Nicolaus Mercator (né en 1620), mathématicien allemand.
- 28 janvier : Johannes Hevelius (né en 1611), astronome allemand et polonais, appelé le fondateur de la topographie lunaire.
- 13 octobre : Geminiano Montanari (né en 1633), astronome et fabricant de lentilles italien.
- 16 décembre : William Petty (né en 1623), statisticien britannique, précurseur de l'économie politique et de la démographie.